# Drie zusters (Tsjechov)
Drie zusters of De drie zusters (Russisch: Три сестры́) is een toneelstuk van Anton Tsjechov. Hij schreef het in 1900-1901 voor het Moskous Kunsttheater. Tijdens de première, die werd geregisseerd door Konstantin Stanislavski, speelde Olga Knipper, met wie Tsjechov kort erna zou trouwen, een van de hoofdrollen. Drie zusters behoort samen met De meeuw, Oom Vanja en De kersentuin tot het kwartet toneelstukken waarmee Tsjechov beroemd is geworden.

## Personages
- Andrej Sergejevitsj Prozorov (Андрей Сергеевич Прозоров), de gokverslaafde broer van de drie zusters
- Natalja (Natasja) Ivanovna (Наталья Ивановна), aanvankelijk de verloofde, vanaf het tweede bedrijf de echtgenote van Andrej
- Olga (Olja) Sergejevna Prozorova (Ольга Сергеевна Прозорова), de oudste zus, eerst schooljuffrouw, later schooldirecteur
- Maria (Masja) Sergejevna Koelygina (Мария Сергеевна Кулыгина), de middelste zus
- Irina Sergejevna Prozorova (Ирина Сергеевна Прозорова), de jongste zus, die op het postkantoor werkt en voor onderwijzeres leert
- Fjodor Iljitsj Koelygin (Фёдор Ильич Кулыгин), leraar Latijn op het gymnasium, echtgenoot van Masja
- Aleksandr Ignatjevitsj Versjinin (Александр Игнатьевич Вершинин), luitenant-kolonel, batterijcommandant (подполковник, батарейный командир)
- baron Nikolaj Lvovitsj Toezenbach (Николай Львович Тузенбах), luitenant (поручик)
- Vasili Vasiljevitsj Soljony (Василий Васильевич Солёный), stafkapitein (штабс-капитан)
- Ivan Romanovitsj Tsjeboetykin (Иван Романович Чебутыкин), legerarts (военный доктор):
- Aleksej Petrovitsj Fedotik (Алексей Петрович Федотик), tweede luitenant (подпоручик), tevens amateurfotograaf die samen met Rodè voor de vrolijke noot zorgt als een varietéachtig duo
- Vladimir Karpovitsj Rodè (Владимир Карпович Родэ), tweede luitenant
- Ferapont (Ферапонт), bode van de districtsraad (сторож из земской управы); een oude man
- Anfisa (Анфиса), het voormalige kindermeisje (нянька) van de Prozorovs; een oude vrouw van 80 jaar

## Verhaal

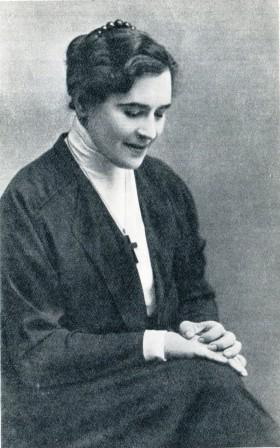
Olga Knipper in de rol van Masja (1901)

Het toneelstuk speelt zich af in het huis en de tuin van de Prozorovs, ergens in een provinciestad.

### Eerste bedrijf
- Decor: Een salon met erachter, afgescheiden door een rij zuilen, de balzaal

Het is Irina's naamdag. Olga haalt herinneringen op aan vroeger, maar Irina wil vooruitkijken en naar Moskou verhuizen, waar ze hun jeugd doorbrachten. Masja negeert ze en leest neuriënd een boek. Ze krijgen bezoek van bevriende militairen, die in de stad gelegerd zijn. Later arriveren Versjinin, een kennis van vroeger uit Moskou, Koelygin, Masja's echtgenote, en Natasja, Andrejs verloofde.

### Tweede bedrijf
- Decor: Hetzelfde als in het eerste bedrijf

Andrej en Natasja zijn getrouwd en hebben een baby, Bobik. Versjinin verklaart zijn liefde aan Masja. Irina en Toezenbach trekken met elkaar op. Er komen meer gasten. Er wordt gefilosofeerd en iedereen blijkt ontevreden te zijn met de situatie waarin ze verkeren. De gemoederen lopen hoog op. Omdat het carnaval is, was de gasten een feestje in het vooruitzicht gesteld, maar Natasja maakt zich ongerust over Bobik en stuurt daarom iedereen naar huis. Ze vraagt aan Irina of ze haar slaapkamer ter beschikking wil stellen aan Bobik en bij Olga in wil trekken.

### Derde bedrijf
- Decor: De slaapkamer van Olga die ze nu deelt met Irina; de bedden zijn aan weerszijden afgeschermd

Toezenbach heeft het leger verlaten. Natasja is bevallen van een tweede kind. Ze bekvecht met Olga over de vraag of de oude, nutteloze Anfisa nog in dienst moeten blijven. Een paar straten verderop is brand uitgebroken. Fedotiks huis gaat in vlammen op. De Prozorovs bieden hulp en vangen de gedupeerden op. Irina besluit met Toezenbach te trouwen.

### Vierde bedrijf
- Decor: De oude tuin met rechts de veranda van het huis; in de verte een rivier en een bos

Het leger verlaat de stad en de officieren komen afscheid nemen. De avond ervoor kreeg Toezenbach een woordenwisseling met Soljony waarop Soljony hem uitdaagde tot een duel. Toezenbach houdt dit voor Irina geheim en glipt weg. Masja neemt afscheid van Versjinin. Als hij weg is verhaspelt ze al mijmerend een paar verzen uit de proloog van Poesjkins Roeslan en Ljoedmila. Terwijl in de verte marsmuziek klinkt en de gasten zich opmaken om te vertrekken komt legerarts Tsjeboetykin naar binnen en vertelt dat Toezenbach is gedood in het duel. Irina besluit dat er nu niets anders op zit dan te gaan werken, werken en nog eens werken. Olga spreekt vertwijfeld de hoop uit dat ze binnenkort zullen ontdekken waarvoor ze leven, en dat ze ten minste iets betekend zullen hebben voor de generatie die na hen zal komen.

## Opvoeringsgeschiedenis
Drie zusters was het eerste toneelstuk dat Tsjechov speciaal voor het Moskous Kunsttheater schreef. Het stuk, dat door regisseur Stanislavski zorgvuldig was voorbereid en eindeloos gerepeteerd, ging op 31 januari 1901 in Moskou in première. De eerste opvoering in Sint-Petersburg vond plaats op 17 september 1910 in het Alexandrinskitheater.

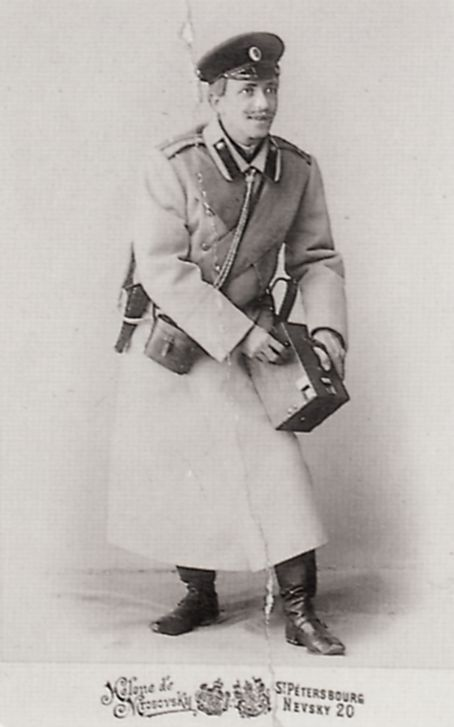
N.A. Podgorny van het Moskous Kunsttheater in de rol van Fedotik (1901)
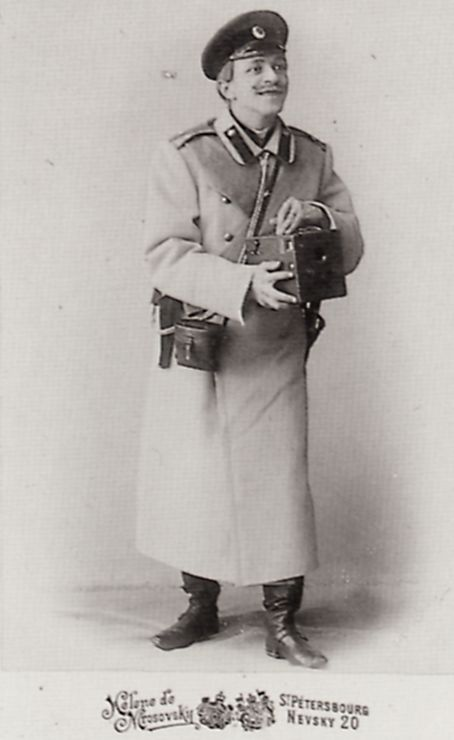
N.A. Podgorny als Fedotik
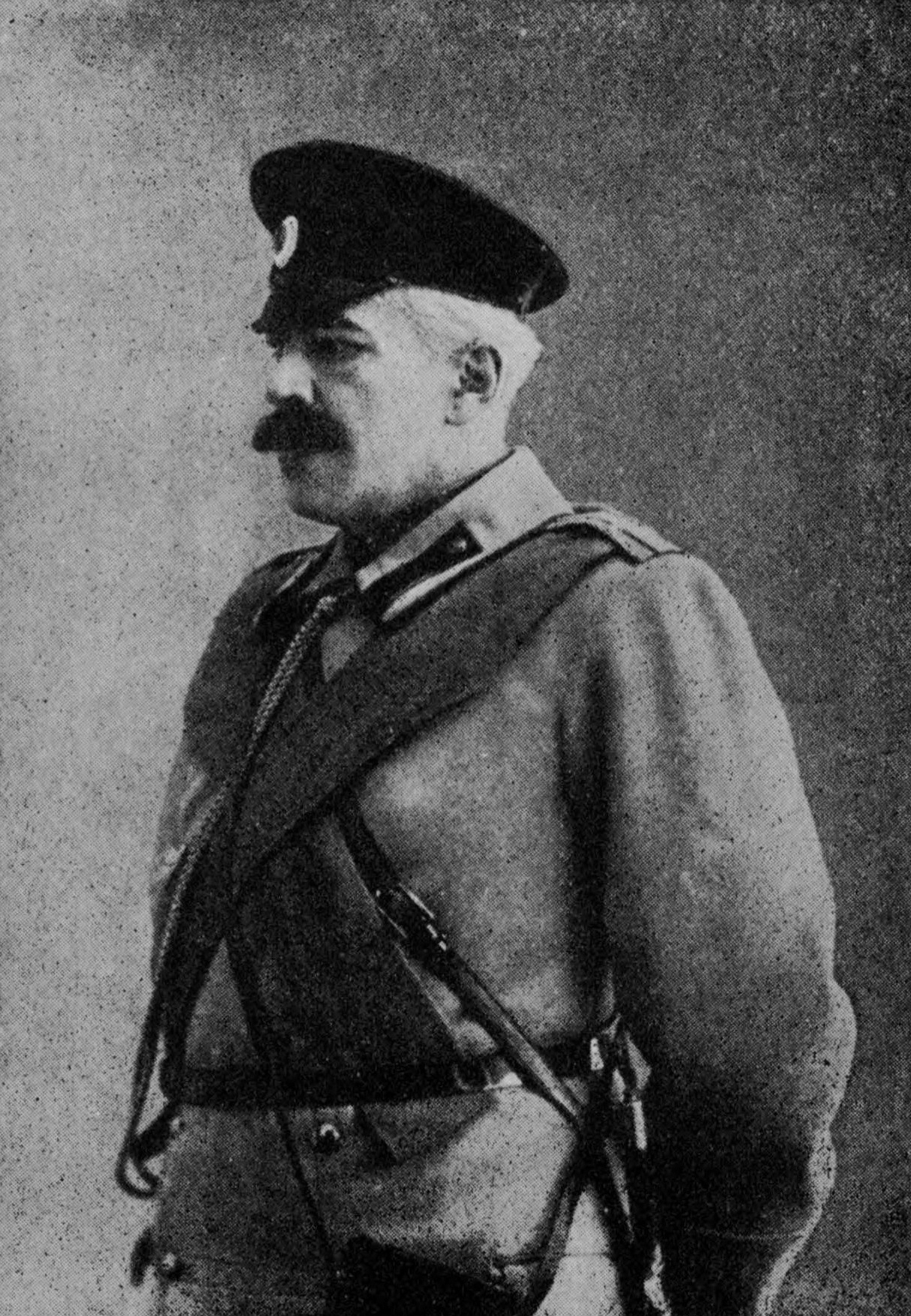
Konstantin Stanislavski in de rol van kolonel Versjinin
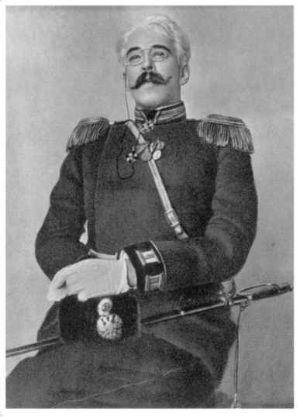
Stanislavski als Versjinin

De eerste Nederlandstalige opvoering vond onder de titel De drie zusters plaats op 20 februari 1950 door het toneelgezelschap Comedia in Amsterdam onder regie van Pjotr Sjarov (destijds gespeld als "Peter Scharoff"). De vertaling was van Aleida Schot.

## Nederlandse vertalingen

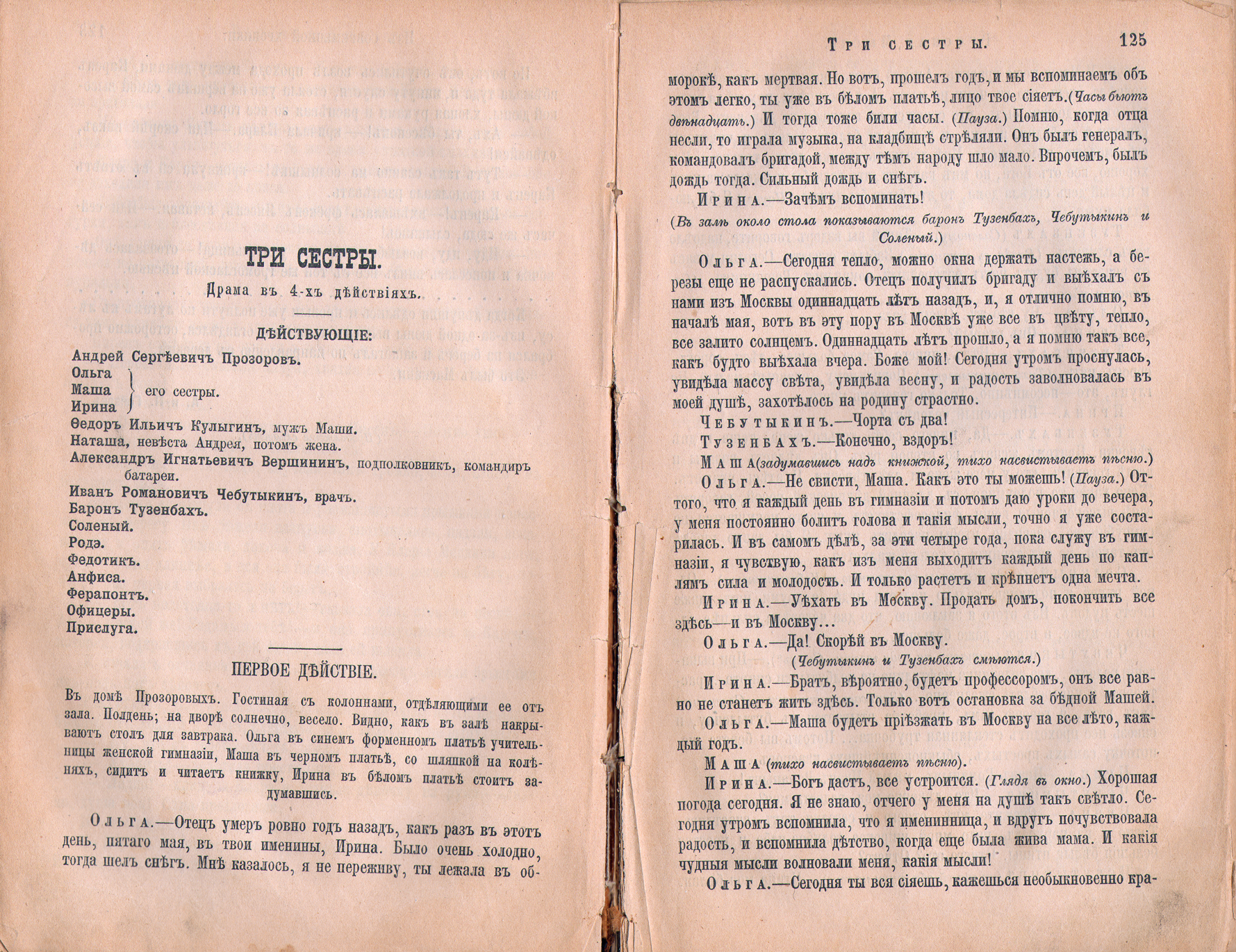
De eerste publicatie van Drie zusters in Roesskaja mysl ("De Russische gedachte") nr. 2, februari 1901

- Aleida Schot: Anton Tsjechof, Oom Waanja. De drie zusters. De kersenbongerd, Utrecht, Het Spectrum, 1953
- Charles B. Timmer: Anton P. Tsjechow, Verzamelde werken VI. Toneel, Amsterdam, G.A. van Oorschot, 1956
- Chiem van Houweninge & Ton Lutz: Anton P. Tsjechow, 'n Meeuw. Oom Wanja. Drie zusters. De kersentuin, International Theatre Bookshop, 1989
- Marja Wiebes & Yolanda Bloemen: A.P. Tsjechov, Verzamelde Werken VI. Toneel, Amsterdam, G.A. van Oorschot, 2013